# Chewing Gum (serie de televisión)
Chewing Gum es una serie de televisión británica de comedia, creada y escrita por Michaela Coel, basada en su obra de 2012 Chewing Gum Dreams. Está protagonizada por Coel, Robert Lonsdale, Susan Wokoma, Danielle Walters y Tanya Frank. Ambientada en Londres, la serie sigue a la encargada de una tienda de 24 años de edad Tracey Gordon, una virgen religiosa, que quiere tener relaciones sexuales y aprender más del mundo. El programa le valió a Coel un premio BAFTA por "Mejor Actuación Femenina en una Comedia" y "Talento Revelación".
La serie debutó en E4 el 13 de octubre de 2015 y en Netflix en Estados Unidos el 31 de octubre de 2016.

## Desarrollo
En agosto de 2014, Channel 4 anunció que Coel protagonizaría y escribiría una serie de comedia llamada "Chewing Gum", inspirada en su obra "Chewing Gum Dreams".
Debutó el 13 de octubre de 2015 hasta el 10 de noviembre de ese mismo año. La serie recibió críticas abrumadoramente positivas.
El 15 de diciembre de 2015, E4 renovó la serie para una segunda temporada; que comenzó a emitirse el 12 de enero de 2017. En abril de 2017, el E4 anunció que el programa no regresaría para una tercera temporada. Sin embargo, en noviembre de 2017, Coel escribió a través de la red social Twitter que tenía intención de crear una tercera temporada en algún momento en el futuro, aunque más tarde, en noviembre de 2018 por la misma red social, la creadora y protagonista de la serie le cerraría la puerta a la creación de una tercera temporada. 
Los lugares de rodaje incluyeron West London FilJohn MacMillanm Studios y Andover State de Holloway, al norte de Londres.

## Reparto
- Michaela Coel com Tracey Gordon
- John MacMillan como Ronald
- Robert Lonsdale como Connor Jones
- Tanya Franks como Mandy
- Danielle Isaie como Candice
- Kadiff Kirwan como Aaron
- Susan Wokoma como Cynthia
- Shola Adewusi como Joy
- Maggie Steed como Esther
- Vera Chok como Penelope
- Olisa Odele como Ola
- Cynthia Erivo como Magdalene
- Jonathan Bailey como Ash